# Xanthopsar flavus
Xanthopsar flavus là một loài chim trong họ Icteridae.